# Phihitshwane
Phihitshwane – wieś w Botswanie w dystrykcie Southern. Według spisu ludności z 2011 roku wieś liczyła 682 mieszkańców.